# Ферахшад-хатун
Ферахша́д-хату́н (тур. Ferahşad Hatun; умерла после 1521 года в Бурса) — одна из жён османского султана Баязида II, мать шехзаде Мехмеда. Как и многие жёны султанов, Ферахшад занималась благотворительностью — в частности, она была инициатором строительства нескольких благотворительных учреждений в Силиври.

## Имя
Турецкий историк Недждет Сакаоглу называет её Феррухша́д-хату́н (тур. Ferruhşad Hatun), отмечая, что в некоторых источниках она указывается как Ферахша́д-хату́н (тур. Ferahşad Hatun). Также Сакаоглу отмечает, что, возможно, она носила двойное имя Мухтере́м Феррухша́д-хату́н (тур. Muhterem Ferruhşad Hatun), исходя из данных о её сыне в реестре Бурсы. Турецкий историк Чагатай Улучай указывает только один вариант имени — Ферахша́д-хату́н (тур. Ferahşad Hatun).

## Биография
Неизвестны ни происхождение Ферахшад, ни обстоятельства её попадания в гарем Баязида II. Сакаоглу, ссылаясь на Улучая, пишет, что Ферахшад-хатун была матерью шехзаде Мехмеда, санджакбея Кефе. Олдерсон, не указывая матери шехзаде, пишет, что Мехмед родился в 1475 году, таким образом, Ферахшад попала в гарем приблизительно за год до этого. Однако Сакаоглу отмечает, что в реестре Бурсы матерью шехзаде Мехмеда значится «Мухтерем-хатун бинт Абдулхай», а в «Реестре Османов» Сюреи Мехмед-бея и «Структуре Османской династии» Энтони Олдерсона Ферахшад вовсе не значится.
Когда шехзаде Мехмед был назначен санджакбеем Кефе, Ферухшад по традиции сопровождала сына в провинцию. Там шехзаде Мехмед женился на Айше-хатун, дочери крымского хана Менгли I Герая, от которой имел двоих детей — сына Алемшаха и дочь Фатьму (ум. 1556). По разным данным, Мехмед скончался в 1504/1505 годах или был казнён или умер в 1507 году. После смерти сына Ферахшад сначала вернулась в Стамбул, а затем переселилась в Бурсу, как и полагалось матери покойного шехзаде. Улучай сообщает, что по приказу султана Ферахшад, а также няне покойного шехзаде, брату Ферахшад и его дочерям, проживавшим в Кефе, было назначено содержание.
Точная дата смерти самой Ферахшад-хатун неизвестна, однако скончалась она после 1521 года, поскольку этим годом датируется последнее документальное свидетельство жизни Ферахшад-хатун. Тело Ферахшад, вероятно, было захоронено в мавзолее комплекса Мурадие в Бурсе, где ранее был похоронен её сын.

## Благотворительность
Будучи матерью одного из наследников, Ферахшад занималась благотворительностью: так Сакаоглу пишет, что в 1521 году она основала вакф для обеспечения работы своих благотворительных учреждений в Силиври; кроме того, Улучай пишет, что ещё один вакф был организован ею в 1516 году, а также подтверждает деятельность благотворительных учреждений Ферахшад в Силиври.